# Гвозд (Хорватія)
Гвозд (хорв. Gvozd) — населений пункт і громада в Сисацько-Мославинській жупанії Хорватії. Що стосується населеного пункту, то до 1996 і з 2012 року він відомий за назвою «Вргінмост» або «Вргін Мост».

## Населення
Населення громади за даними перепису 2011 року становило 2970 осіб, 1 з яких назвала рідною українську мову. Населення самого поселення становило 1095 осіб.
Динаміка чисельності населення громади:
Динаміка чисельності населення центру громади:

## Населені пункти
Крім поселення Гвозд, до громади також входять: 
- Блатуша
- Бович
- Брняваць
- Цреварська Страна
- Чремушниця
- Дуго Село-Ласинсько
- Голиня
- Горня Чемерниця
- Горня Трстениця
- Кирин
- Козараць
- Острожин
- П'єщаниця
- Подгор'є
- Славсько Полє
- Стипан
- Шлівоваць
- Трепча

## Клімат
Середня річна температура становить 10,69 °C, середня максимальна – 25,20 °C, а середня мінімальна – -6,16 °C. Середня річна кількість опадів – 1057 мм.
| Клімат поселення                              | Клімат поселення | Клімат поселення | Клімат поселення | Клімат поселення | Клімат поселення | Клімат поселення | Клімат поселення | Клімат поселення | Клімат поселення | Клімат поселення | Клімат поселення | Клімат поселення | Клімат поселення |
| Показник                                      | Січ.             | Лют.             | Бер.             | Квіт.            | Трав.            | Черв.            | Лип.             | Серп.            | Вер.             | Жовт.            | Лист.            | Груд.            |                  |
| Середній максимум, °C                         | 6,97             | 8,80             | 13,27            | 17,54            | 22,05            | 25,20            | 24,51            | 23,86            | 20,35            | 15,42            | 9,54             | 5,44             |                  |
| Середня температура, °C                       | 0,40             | 2,24             | 6,68             | 10,96            | 15,48            | 18,64            | 20,29            | 19,64            | 16,12            | 11,19            | 5,32             | 1,23             |                  |
| Середній мінімум, °C                          | −6,16            | −4,34            | 0,14             | 4,39             | 8,90             | 12,06            | 16,09            | 15,44            | 11,92            | 6,98             | 1,12             | −2,97            |                  |
| Норма опадів, мм                              | 64               | 63               | 74               | 86               | 89               | 99               | 93               | 95               | 100              | 103              | 108              | 83               |                  |
| Середньомісячна швидкість вітру, м/с          | 1.59             | 1.70             | 2.10             | 2.00             | 1.83             | 1.70             | 1.66             | 1.50             | 1.50             | 1.51             | 1.60             | 1.60             |                  |
| Середньомісячна сонячна радіація, кДж/м²·день | 4253             | 6972             | 10534            | 15065            | 19276            | 21223            | 22498            | 19303            | 14252            | 8910             | 4717             | 3486             |                  |
| --------------------------------------------- | ---------------- | ---------------- | ---------------- | ---------------- | ---------------- | ---------------- | ---------------- | ---------------- | ---------------- | ---------------- | ---------------- | ---------------- | ---------------- |
| Джерело:                                      |                  |                  |                  |                  |                  |                  |                  |                  |                  |                  |                  |                  |                  |